# 凌志ES
凌志ES（Lexus ES），ES代表Executive Sedan，是豐田汽車公司旗下凌志品牌的中大級豪華轎車／行政坐駕系列。凌志ES前五代是以豐田凱美瑞作為開發平台，第六代改以尺碼更大的Avalon為基礎設計，搭載了一顆V6及自動變速箱，現在已經生產到第七代。在發售的大部份時間，ES都被定位為凌志車系中的入門級豪華轎車，直至2001年引進了IS型號為止。由1989年至1991年發售的第一代的ES 250，與當時的豐田凱美瑞共用同一個車型。而當時尚未引入凌志品牌的日本本土市場，則以「豐田Windom」的名義推出，期間一直與ES共用同一個車型直至2006年為止。ES型號已成為Lexus家族舒適豪華汽車代表。同級車為平治E系列、豐田Camry、捷豹XF、本田雅閣、日產Altima、福斯Passat、奧迪A6、歐寶Insignia、馬自達6及BMW 5系列。

## 歷史

### 第一代

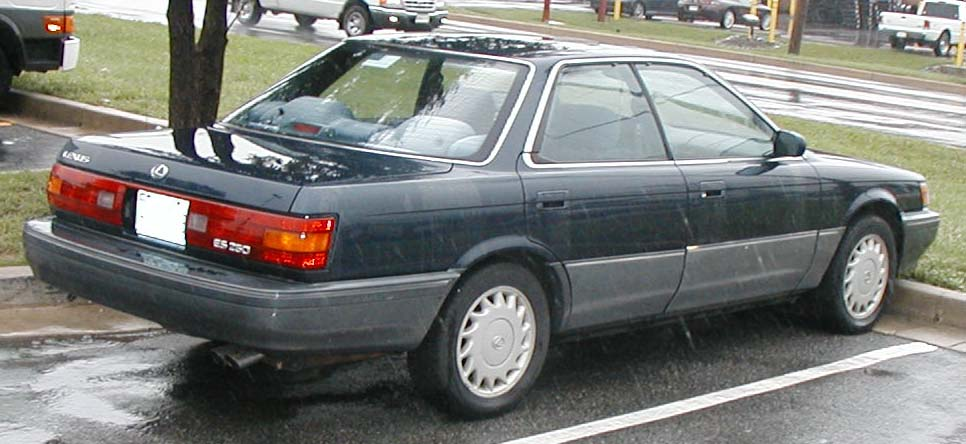
凌志ES 250的車尾

第一代的凌志ES（廠方編號VZV21）在1989年1月的北美國際汽車展中首次展出，作為凌志品牌出道的其中一個部份。這個做法是為了避免向公眾介紹凌志這個品牌時，卻只有一個型號LS 400，於是凌志同時在旗艦的LS旁推出了ES型號。作為凌志車系中首兩台推出型號之中的一個較小成員，當時的ES 250搭載了一台同時出現在豐田凱美瑞的2.5L V6引擎，輸出動力達156 hp。其實ES 250的開發平台，還包括一台從未在美國市場發售過的日本本土市場汽車豐田Vista，Vista本身也與凱美瑞共用車身和底盤。在外觀方面，ES 250與其豐田的雙生姊妹車VISTA Hardtop/Camry Prominent 共用了整體車身設計及尺寸，但ES擁有一個顯著不同的鬼面罩設計、鍍鉻門邊和一個與其兄弟LS類似的車輪設計。內裝方面，ES 250配備了一個先鋒的汽車音響系統、木製裝潢及真皮座椅等等。另外，購買時可選擇4前速自動變速器或者5前速手動變速器。
1989年9月，ES 250和旗艦的LS 400正式在美國發售，當時的ES 250被推廣為一台「運動轎車中的豪華轎車」，當時在美國市場的建議售價是22,000美元。在發售的第一個月，ES 250已經賣出了1,216台。不過，這個銷售數字慢慢被兄弟車LS轎車蠶食，皆因LS是以一個全新的開發平台為基礎開發的。由於ES與凱美瑞相似，有人甚至把ES 250看成是包裝貼標工程（Badge engineering，即同一產品但被包裝成另一品牌出售）的產品，加上V20 車系逼近產品末期，最終使ES的銷量沒有其高級同伴一樣好。1990年的總銷量是19,534台，1991年的總銷量是17,942台，主要都是自動變速器版本。最終ES 250的歷史，就只是從1989年8月30日到1991年7月5日為主，只生產了接近兩年的時間。

### 第二代

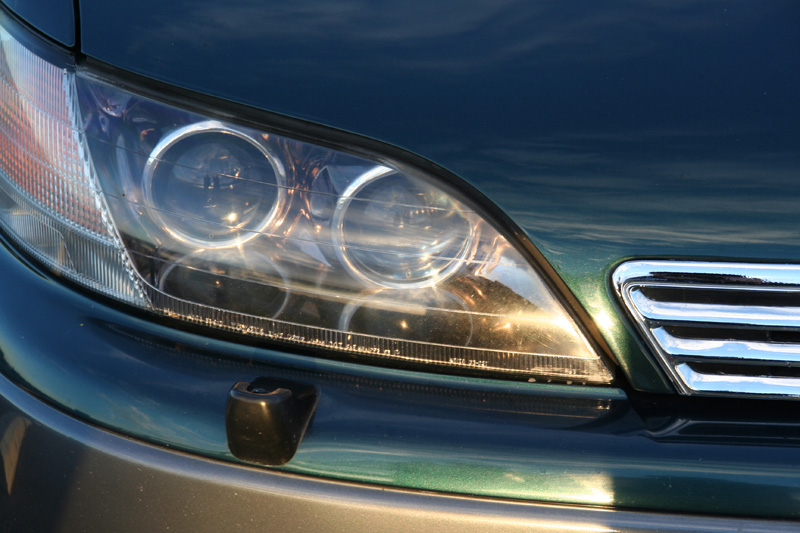
ES 300車頭大燈

1991年9月，凌志引進了第二代凌志ES（廠方編號：VCV10），凌志車系中的一台全新行政座架。這台經過徹底重新設計的1992年款式，是以VCV10系列豐田Windom作開發平台，型號被改名為「ES 300」以反映它在引擎容積方面作出了半公升的提升。ES 300的賣點在於其輸出達185 hp的3.0L V6引擎，及由靜止加速至60英里只需8.0秒。在日本市場方面，除了提供與ES 300一樣的版本外，在1993年10月還有提供以下的版本：
| 豐田Windom 2.5（VCV11） |                       |
| 引擎                    | 2.5L豐田4VZ-FE V6引擎 |
| 輸出                    | 175 PS（129 kW）      |
| 變速器                  | 4前速自動變速器       |
| 驅動方式                | 前輪驅動              |

第二代的ES與其姊妹車凱美瑞比較，ES 300擁有一個不同的懸掛設定（前後獨立麥花臣式支柱式懸掛）及比凱美瑞重90公斤左右。這是因為額外增添的設備及其他分別所致。與上一代一樣，防鎖死煞車系統的標準裝備。
第二代ES比上一代明顯地較大及設計線條上較多曲線，車長和車寬比上一代分別長127 mm和寬76 mm。在車頭設計方面，ES配備了一對裝在曲線形燈箱的投射式頭燈和一個由三條板條組成的鬼面罩，並在引擎蓋上裝有一個凌志廠徽。車身側邊設計就以一個無B柱及無外框的車窗為特徵。至於在車尾的行李箱部份，安裝了一個與旗艦LS 400相似的擾流器，改善了ES的空氣阻力（阻力系數：Cd 0.32）。車廂內，第二代ES用上了加州桃木中控台，真皮座椅、八個揚聲器的高級音響系統及無匙引擎啟動系統。與上一代比較，增加的輪距及車寬使這一代ES的腳部及乘座空間增多了不少。
ES 300的生產工序開始於1991年9月9日，而後來在美國發售的轎車則被標示為1992年款式。由於有豐田相類似的型號發售，所以ES 300並沒有在歐洲發售。第二代的ES明顯較為成功，成為了當時凌志最暢銷的車種。在開始發售的頭一年，ES已經賣出超過37,886台。而在往後幾年，銷量也接近甚至超越這個數字。首批的發售價定於26,550美元，隨後幾年加至30,000美元。往後幾年曾經推出過一些作出少部份更改的型號，包括新增的乘客側邊安全氣袋、不同設計的指揮燈以及能夠輸出更多動力的引擎。不過5前速手動變速器的版本卻在1993年起停止發售。
1996年，凌志推出了ES 300「Coach」版本，以特選的「Coach」真皮花紋裝飾車廂及配以一個「Coach」的行李套裝。雖然這是第二代的最後一年發售，但亦因此而使1996年的銷量比過往的銷量上升了百分之21，達至40,735台。

### 第三代
第三代ES（廠方編號MCV20）於1996年9月推出，是上一代VCV10的改良版本。新車具有更加瀟灑的外型、尖銳線修的車身、反射性頭燈及一個更加高檔的車廂。新車首次亮相於羅迪歐大道的一個節日活動上，由著名女影星莎朗·史東主持揭幕。第三代的ES 300只有一個動力選擇，就是一台輸出200 hp動力的3.0L V6引擎配上4前速的自動變速器。而日本市場發售的豐田Windom則另有多一個版本：
| 豐田Windom 2.5（MCV21） |                       |
| 引擎                    | 2.5L豐田2MZ-FE V6引擎 |
| 輸出                    | 172 hp（128 kW）      |
| 變速器                  | 4前速自動變速器       |
| 驅動方式                | 前輪驅動              |

第三代ES較上一代車長長了60 mm，但重量又比上一代輕了一點。而且也是首次使用了一個自適應可變懸掛系統，可以因應路面情況在少於0.0025秒內調校各個車輪各自的懸掛。走進車廂之內，ES 300裝設了一個以電致發光的「Optitron」錶板、桃木裝飾和真皮座椅。其他豪華標準裝備還包括可自動清除霞氣的發熱外倒後鏡和自動恆溫裝置。選配裝置則包括電動天窗、中道高級汽車音響連裝於手飾箱內的CD盒，和有溫度調節功能的座椅。
在1998年，第三代的型號得到了一些更新。這些更新主要是包括一個經修改的抑制系統，與及一個可以在汽車撞擊前緊扣前座乘客於座位上的安全帶預緊器。而車鑰匙也嵌入了一些異頻雷達收發晶片，為汽車提供額外的安全保障。

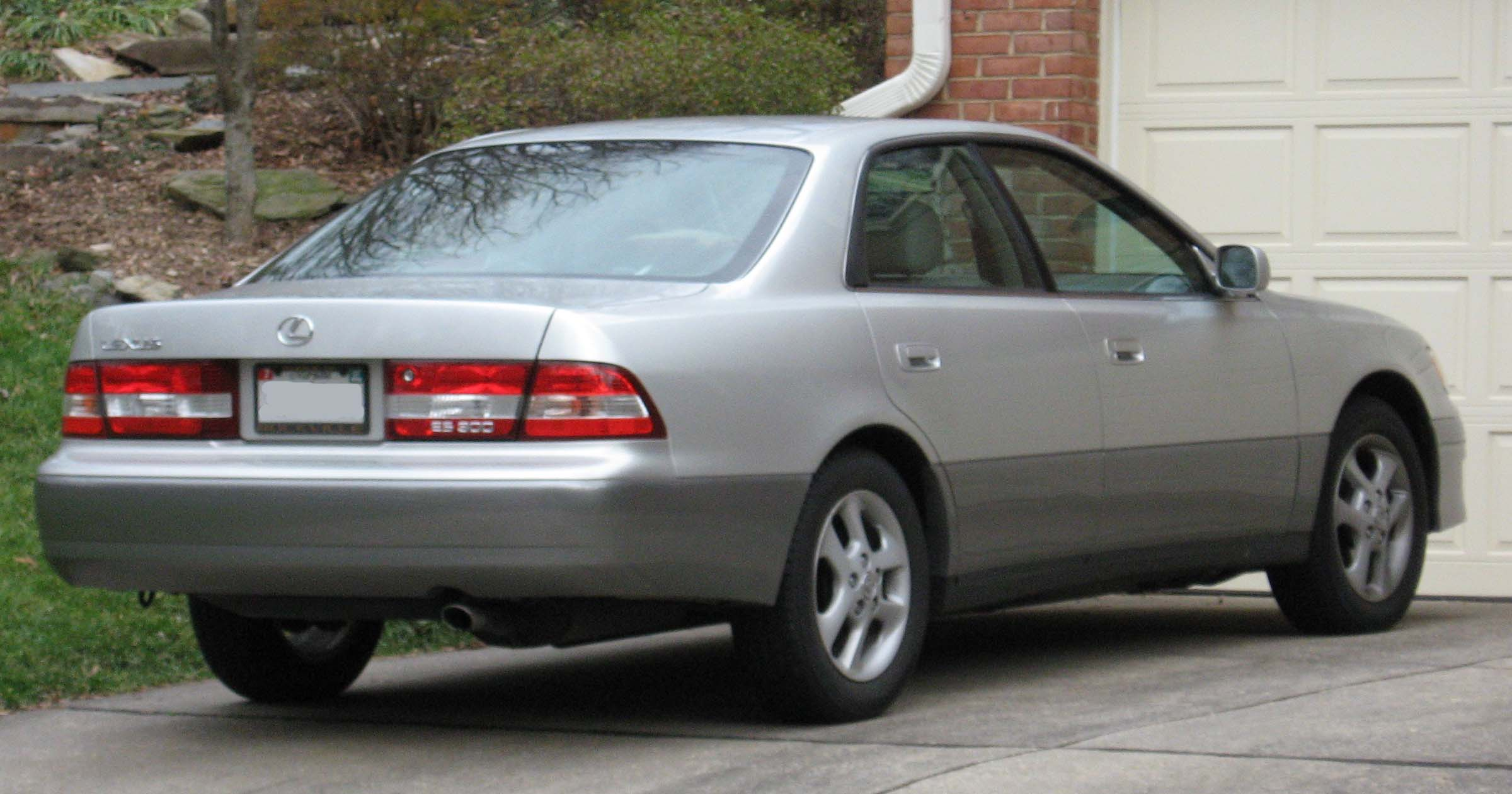
第三代凌志ES

1999年，動力被提升到210 hp，而2000年更加在外型作了一些小改動，包括一對全新更清晰的尾燈和指揮燈、經修改過的鬼面罩、頭燈、加上了清晰霧燈的低防撞桿，和大一點的合金輪圈。車廂佈置方面，加裝了一個電致變色的後照鏡、更多的桃木裝飾及作出少許修改的音響系統。而Xenon出品，配上了自動水平調校的HID頭燈則是選配裝備。至於2001年，第三代基本上再沒有任何更新。值得一提的是，與上一代一樣，從1999年到2001年都有一個「Coach版本」在美國市場發售。
1997年美國的售價是30,395美元。第三代的凌志ES承繼了上一代的成功，在第一年發售已經賣出破紀錄的58,494台，而在這一代投產期間，銷量也保持在35,000至50,000台的範圍。而第三代的對手包括了謳歌TL、奧迪A4、凱迪拉克Catera、Infiniti I30和平治C級。

### 第四代
在凌志引入其入門級豪華車IS的一年後，一台加大的第四代ES（廠方編號MCV30）在2002年正式推出。IS型號的出現，使凌志可以將車系中的ES 300往上推到一個更加高檔的豪華汽車級別，除去以往的適合運動汽車的一些設計。與上一代比較，新一代的ES擁有一個著重舒適的車廂，將聲振粗糙度（NVH）減至最低。而且更配上更大、更軟的座椅以及改進了不少車廂設備，例如車廂之內使用了加州桃木花紋的錶板、中控台及車門裝飾等。此外，還有設於車門的腳底燈、充分照射的車廂燈光、電鍍門柄及一個可以電動調校的外倒後鏡都使整台汽車感覺高檔一點。至於選配裝備方面包括：電動太陽檔、雨點感應雨刷、可播放DVD的導領系統、馬克·萊文森出品的高級汽車音響系統，這些都與旗艦車LS 430轎車的標準裝備一致。
雖然新增了配備和加重了重量，但加速力和駕駛靈活性一點也沒有受影響。機械上的新設備包括：使用電傳線控的油門、五前速的自動變速器、附有電子制動力分配系統的防抱死制动系统、煞車輔助系統、電子穩定控制系統和牽引力控制系統。外觀方面，第四代的ES比其上代擁有一個更為圓滑的外型，包括一個外型像向後拉的頭燈和使用同一個色系的電鍍裝飾。有些新的設計元素與LS轎車類似，例如後座的後側窗及一對以對角線設計的一體式尾燈。在日本，豐田Windom曾經被評定為低排放廢氣車輛評級中的二星級。第四代的凌志ES於日本九州宮田車廠和愛知縣堤車廠裝嵌。
美國市場的2004年款ES，因為改為搭載了一台3.3L豐田3MZ-FE V6引擎，輸出225 hp（後來被修正為218 hp，因為國際汽車工程師學會修改了量度程序）的動力，而型號名稱亦因此被改為ES 330（廠方編號：MCV31）。這台ES 330除了北美市場外，中南美洲、韓國和台灣市場也同時有售。至於東南亞、大洋洲和中東市場仍然以本來的ES 300為主。

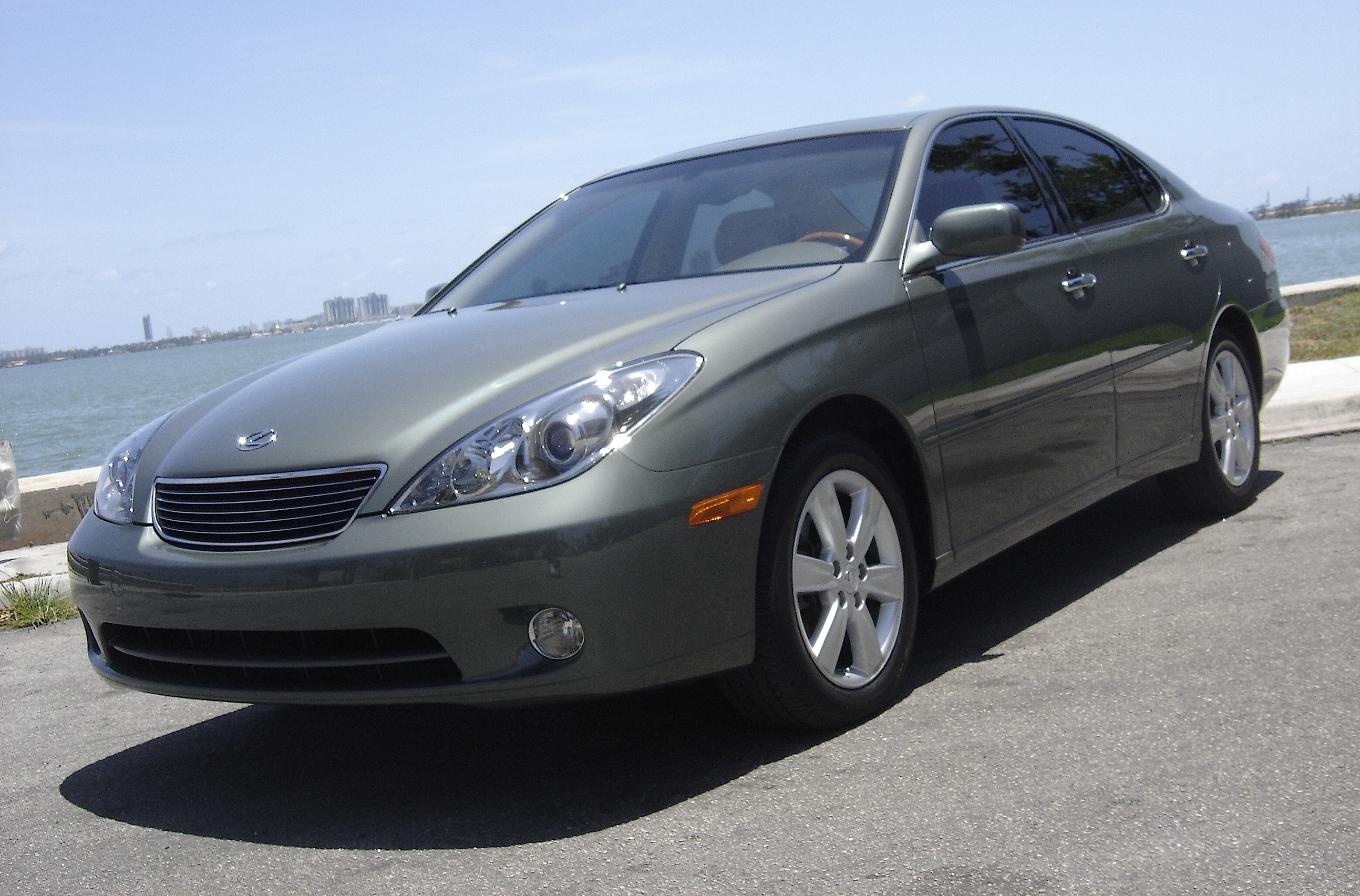
2006年款的凌志ES 330

2005年，ES再次在車頭和車尾設計上作出小修改，包括清晰的尾燈、投射式頭燈和重新設計的鬼面罩。車廂方面，座椅加設了電動調校和加裝了氣溫調節功能。另外，選配配件包括了使車廂設備更為豐富的鳥目楓木花紋和配備衛星廣播接收功能的綜合收音機。除此之外在2004年，凌志推出了一台ES 330「運動設計」特別版本，特別設備包括：自適應可變懸掛系統、16英吋Y輪輻設計輪圈、Mark Levinson汽車音響、更新的車廂佈置及黑色外觀。而在2005年，凌志就推出了一個ES 330「黑鑽版本」，特徵包括黑色木紋裝飾，配上黑鑽閃光的車身顏色，以及Tumi出品的一系列行李套裝。
第四代的ES 300／330繼續為凌志車系中最成功的車系之一。雖然因車內車外設備升級而價格有所上升（2002年價格為32,080美元），但ES在發售的第一年銷量已經跳升至69,607台，使它成為了當年美國最佳銷量汽車。在這一代投產期間，第四代ES成為了所有凌志轎車中銷量最佳的型號，銷量僅次於RX。

### 第五代

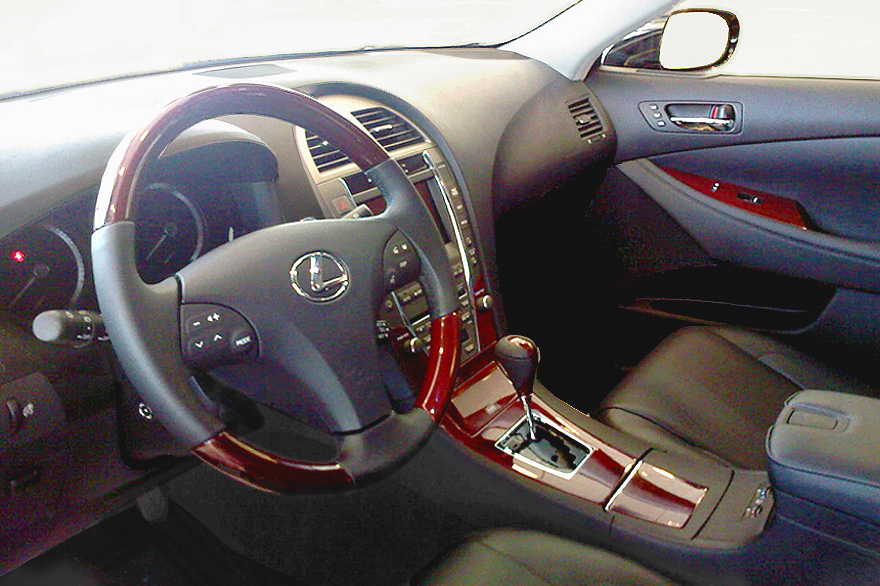
第五代凌志ES 350內裝

第五代的ES（GSV40）在2006年2月的芝加哥汽車展中首次亮相，以根據凌志全新設計哲學L-finesse設計的全新外貌為賣點。新車的外貌比上一代更加銳利，流線形的車廂和鋪上了線條的引擎蓋、擋泥板和後座柱。有趣的是，凌志的廠徽首次從引擎蓋上移離，被安置到五條水平橫條的鬼面罩之上。而新一代的ES再沒有與其他日本市場型號共用車型，皆因豐田Windom名義因凌志正式被引進日本本土市場而被停止。第五代ES稱為ES 350，首次配搭了一台6速的自動變速箱，這個設定與其在美國銷售的姊妹車豐田凱美瑞如出一轍。引擎方面，是一台可以輸出272 hp（203 kW）的3.5L豐田2GR-FE V6引擎，並附有可變汽門正時系統。凌志最初估計這個機械組合可以使汽車由靜止加速至時速60英里（97公里）少於7秒，果然經過汽車雜誌的測試後ES 350成為了最快的中大型豪華轎車之一。測試結果顯示由靜止加速至時速60英里只需6.2秒，而汽車駛過四分之一英里（約400米）亦只需時14.6秒，當時的車速接近時速100英里。至於燃油經濟性方面，在城市路段行為約為每加侖21英里，在高速公路約為每加侖30英里。
ES 350在2006年四月下旬運送到美國的代理商手上，以2007年款銷售。同年，ES 350同樣亦先後在北美、中東和亞洲市場推出。雖然第五代在豐田汽車九州旗下位於福岡縣的宮田車廠生產，但這一代的ES 350最終沒有在日本市場銷售。一般認為沒有被引入到日本市場有五個原因：
- 日本市場傾向對大型前置引擎前輪驅動的轎車敬而遠之，從第二代的2.5版本已經出現了銷量下滑的趨勢
- 與作為開發平台的凱美瑞一樣，以北美市場較受落的高身、車體較為龐大的設計優先，這樣的設計反而得不到日本國內年青人所接受
- 在凌志品牌引進前的微妙時間作型號改款
- 日本國內市場對轎車型乘用車需要偏低
- 日本允许人民在國內使用左駕車，但是日本人對本土（日系）左駕車需求偏低

再者，只提供3.0L的豐田Windom（日本市場使用名義），卻因為同門的高級轎車「皇冠」在2003年進行了大膽創新的新設計，兩者價格差距縮窄但配備差異大，使Windom的銷量大不如前。而在2004年，同門的第九代「Mark II」後繼型號「Mark X」高級跑房車亦開始發售，亦是令Windom銷量急跌的主因之一。結果踏入2005年，每月銷量跌至不足100台。再加上由2006年開始，不再與改款的凱美瑞（ACV40）共有開發平台，所以終於凌志決定了不在日本發售新一代的凌志ES。基本上，第五代ES只有左駕版，所以連帶一些右駕車地區例如新加坡、馬來西亞、泰國及香港等均不能上市。
第五代的ES繼續承繼了自上一代起陸續增添高檔設計及配備的方向，使ES 350表現更快、更強勁、更低風阻系數（Cd 0.28）及比最初一代的LS 400旗艦更加寧靜。
ES 350的內裝包括桃木裝飾、真皮座椅、附有空氣過濾器的雙區氣溫調節系統、MP3播放器輔助線輸入、可上下及前後移動調校的方向盤及八個標準安全氣袋。除此之外，無車匙啟動系統和讓車主無需使用遙控下開啟關閉車門的「Lexus SmartAccess」系統成為了標準裝備。其他選配新設備還包括：一個300瓦特連14個揚聲器的馬克·萊文森高級汽車音響系統、電動充氣坐墊、以雷達操作的適應性巡航控制系統（ACC）、雨點感應水撥、電動後座太陽簾、DVD導航系統及以聲納操作的凌志泊車輔助系統連後車攝錄鏡頭。而且，ES還首次提供了一個「超級豪華套裝」，包括上述提及過的選配裝備外，還有一個三鏡全景式天窗。
2007年款的ES，凌志引入了不少車身顏色以供選配，包括一些ES 獨有的顏色如珍珠白色、深紅雲母金屬色、綠松石雲母金屬色、星燦藍色等等。2007年款ES在美國的售價為33,470美元。
有傳聞指一台混燃版本的ES 400h將會引入成為2009年款式，引擎與RX 400h一樣。

### 第六代
第六代ES捨棄了與Camry共用底盤的設計，改以尺碼更大的Avalon為基礎設計，不過引擎仍沿用Camry的，其中300h更導入Camry Hybrid 2.5L 2AR-FXE Atkinson循環設計自然進氣汽油引擎，成了ES系列中首款油電混合車款。
2013年，廠方再度生產右駕版ES，並於香港、新加坡、馬來西亞、澳大利亞、南非等地區上市。
2015年，小改版ES於在上海車展中亮相，並追加ES200，配備6AR-FSE 2.0升直列四缸自然進氣汽油引擎。同時北美銷售的ES改為在美國裝配。

### 第七代

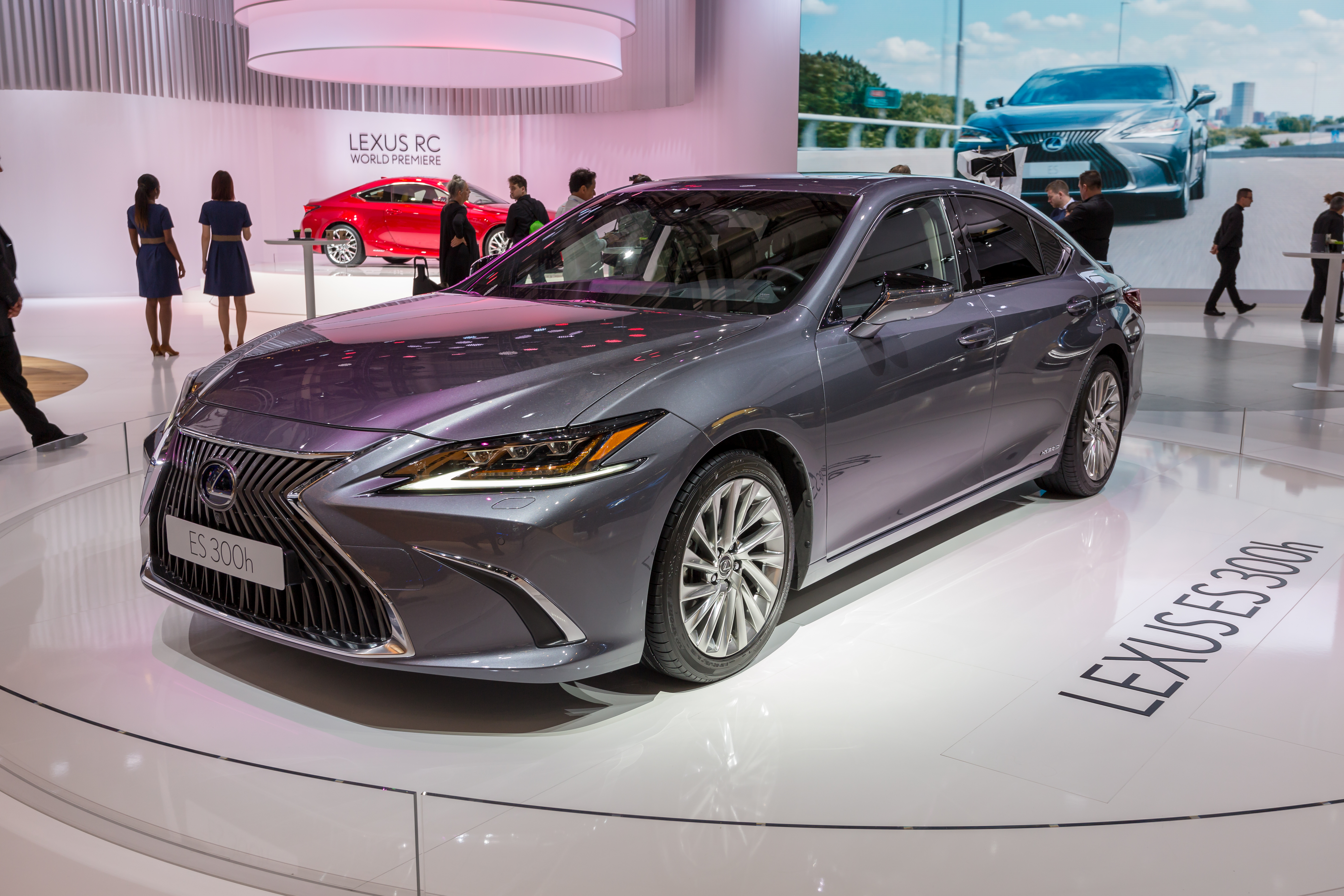
2018款ES300h車側視角。

第七代ES在北京車展上正式亮相，基於GA-K架構打造，整個車身尺碼增大來到 4,975 x 1,865 x 1,445mm （軸距 2,870mm，較前代增加 50mm），不僅有旗艦房車的乘坐空間，更擁有更流線、更低重心的視覺效果，車側豐富的摺線更是勾勒出精實的肌肉感受，並且在C柱之後下傾使全車呈現出Four-door-Coupe的跑格感受。全車採用大量高強度鋼材、後排座椅及引擎室都加上V型加強鋼梁、全新開發的多連桿式後懸吊、搭配高精度並行式電動助力轉向系統以及全封閉底盤設計，而且ES首度增加F Sport版及首度於日本國內以及歐洲販售。
內裝更是依照品牌旗艦LS、LC 的 Seat in Control 設計概念，以簡潔的金屬飾條與大量高級皮質，帶出貴氣的視覺感受以及空間開闊感，另外包含 12.3 吋的中央顯示幕（ES 250 及ES300H 旗艦版專屬）、TFT 液晶儀表與儀表兩側的多重駕駛模式開關，皆有LS車系的概念蘊含其中，同時座椅及全車車門扶手也都經由重新設計使其擁有更出色的舒適感受。
安全部分，ES全車系皆標配有「LSS+ 主動安全防護系統」，其中包含 PCS (車輛與行人自動煞車輔助)、DRCC 主動跟車、LDA 車道偏移警示、AHS(指定車系以上)/AHB 自動遠光屏蔽/切換功能，結合高剛性的車體結構與10具氣囊，建構出一座嚴密的安全行動城堡。
動力方面，第七代ES導入了全新的2.5L Dynamic Force自然進氣引擎（ES 250），擁有高達 38% 的出色熱效率，搭配八速手自排變速箱使其可以輸出 207ps/24.8kgm 的動力；入門款則維持既有的2.0L自然進氣設定（ES 200），至於搭載全新 2.5 Dynamic Force 引擎加持下的 ES250 與全新 2.5 THSII 第四代油電系統組的油電混合動力車型（ES 300h）則成為該車型最高級距車款。
為了搭配全新的 GA-K 平台，Lexus開發了全新第四代 THS II 混合動力系統，也就是藉由全新的 2.5 Dynamic Force Engine（A25A-FXS型）搭配電動馬達組成，其最大熱效率達到了量產汽油引擎中最高的41%。至於許多具體的技術亮點，比如氣門夾角的優化、新型多孔式直噴噴油嘴、新的高轉速電動馬達、輕量化的PCU控制模組等，這些都是讓其整體運作效能增加的關鍵。搭配全新 ECVT 無段變速系統之下，其汽油引擎最大馬力為 176 hp /5,700 rpm 、最大扭力為163 lb.-ft./3,600-5,200 rpm，綜效馬力則為218 hp (178hp/22.5kgm 引擎 + 40hp 電動馬達輸出),平均油耗更達平均20km/L 與30.71km/L市區表現。

## 獎項
- 1991、1993、1994年：美國市場調查公司J.D.Power「十大最佳初步品質汽車」（第一代、第二代ES）
- 1992年：美國汽車雜誌《Automobile Magazine》「十大最佳汽車」（第一代ES）
- 1993年：美國財務公司Kiplinger's「最佳汽車（超過30,000美元組別）」（第一代ES）
- 1996、1998、2000、2001、2003及2006年：美國市場調查公司J·D·鮑爾（英语：J.D. Power and Associates）「最佳入門級豪華汽車」（ES 300）[8][9][10]
- 1997、2001、2007年：美國市場調查公司J·D·鮑爾「最有魅力入門級豪華汽車」（第三代、第五代ES）[11]
- 1998、2001年：美國汽車估價行凯利蓝皮书（英语：Kelley Blue Book）「最佳保值獎」（第三代凌志ES）[11]
- 2004、2005、2007年：美國汽車網站Intellichoice「豪華汽車組別 - 最佳整體價值」（ES 330）[12][13][14]
- 2006年：美國消費者雜誌《消费者报告》「2006年最可靠高級／大型車」（ES 350）[15]
- 2007年：加拿大汽車記者協會「加拿大全年最佳汽車 - 最佳新進豪華轎車（50,000美元以下）」（ES 350）[16]
- 2007年：美國財務公司Kiplinger's「最佳汽車」（第五代ES）[17]